# 野薊 (電視電影)
《野薊》，是一部描寫一位布農族的高山協作員參與搜救的旅程故事，由導演李原僑所指導的電視電影，由黃遠、邱偲琹領銜主演，在2021年12月7日開鏡儀式，於2022年4月24日在原視 22:30首播。

## 播出時間
以下時間以當地時間（台灣時間）為準

### 首播
| 頻道           | 所在地 | 播映日期      | 播映時間                  |
| 原住民族電視台 | 臺灣   | 2022年4月24日 | 22:30-23:00播出（含廣告） |

## 劇情簡介
布農族的高山協作員阿松參與搜救找到了山難者遺體，但卻離奇地與外界失聯而且走不出山裡。為了下山，他必須照著罹難者子喬冥冥中的指示向上登頂，才能讓彼此踏上回家的路。

## 演員列表

### 主要演員
| 演員   | 角色 | 介紹 |
| 黃遠   | 阿松 |      |
| 邱偲琹 | 子喬 |      |

### 次要演員
| 演員 | 角色 | 介紹 |
| [[]] |      |      |

## 電視劇歌曲
| 曲別   | 歌名 | 演唱者 | 作詞 | 作曲 | 編曲 | 製作人 |
| 片頭曲 |      |        |      |      |      |        |
| 片尾曲 |      |        |      |      |      |        |

## 工作人員列表

### 製作團隊
製作人：吳兆鈞
編劇：李原僑
導演：李原僑
製片：傅崑閔
攝影：盧威聿 廖殷
剪輯：李原僑
後期製作：時間軸影像製作有限公司
調光專案經理：慈恩
調光師：阿凱

## 外部連結
- 財團法人原住民族文化事業基金會的Facebook專頁
- 財團法人原住民族文化事業基金會-野薊 （页面存档备份，存于）